# Championnat du monde des voitures de tourisme 2005
Navigation
1987 2006
Édition 2005 du Championnat du monde des voitures de tourisme.

## Engagés
| Équipe                   | Voiture             | Numéro | Pilotes                   | Classe | Manches   |
| ------------------------ | ------------------- | ------ | ------------------------- | ------ | --------- |
| BMW Team UK              | BMW 320i            | 1      | Andy Priaulx              |        | Toutes    |
| Alfa Romeo Racing Team   | Alfa Romeo 156      | 2      | Gabriele Tarquini         |        | Toutes    |
| Alfa Romeo Racing Team   | Alfa Romeo 156      | 3      | James Thompson            |        | Toutes    |
| Alfa Romeo Racing Team   | Alfa Romeo 156      | 6      | Fabrizio Giovanardi       |        | Toutes    |
| Alfa Romeo Racing Team   | Alfa Romeo 156      | 7      | Augusto Farfus Jr.        |        | Toutes    |
| Alfa Romeo Racing Team   | Alfa Romeo 156      | 56     | André Couto               |        | 10        |
| BMW Team Italy-Spain     | BMW 320i            | 4      | Alessandro Zanardi        |        | Toutes    |
| BMW Team Italy-Spain     | BMW 320i            | 5      | Antonio García            |        | Toutes    |
| SEAT Sport               | SEAT Toledo Cupra   | 8      | Rickard Rydell            |        | 1-8       |
| SEAT Sport               | SEAT Toledo Cupra   | 9      | Jordi Gené                |        | 1-6       |
| SEAT Sport               | SEAT Toledo Cupra   | 10     | Peter Terting             |        | 1-8       |
| SEAT Sport               | SEAT Toledo Cupra   | 11     | Jason Plato               |        | 3-6       |
| SEAT Sport               | SEAT Toledo Cupra   | 12     | Marc Carol                |        | 9         |
| SEAT Sport               | SEAT León           | 8      | Rickard Rydell            |        | 9-10      |
| SEAT Sport               | SEAT León           | 9      | Jordi Gené                |        | 7-10      |
| SEAT Sport               | SEAT León           | 10     | Peter Terting             |        | 9-10      |
| Ford Hotfiel Sport       | Ford Focus          | 14     | Thomas Klenke             |        | 1-4, 6-9  |
| Ford Hotfiel Sport       | Ford Focus          | 15     | Thomas Jäger              |        | 1-4       |
| Ford Hotfiel Sport       | Ford Focus          | 16     | Michael Funke             |        | 6-10      |
| Ford Hotfiel Sport       | Ford Focus          | 17     | Patrick Bernhardt         |        | 10        |
| GR Asia                  | SEAT Toledo Cupra   | 18     | Carlos Mastretta Aguilera | I      | 4-5       |
| GR Asia                  | SEAT Toledo Cupra   | 19     | Valle Mäkelä              | I      | 1-3, 6-7  |
| GR Asia                  | SEAT Toledo Cupra   | 20     | Tom Coronel               | I      | Toutes    |
| GR Asia                  | SEAT Toledo Cupra   | 38     | Erkut Kizilirmak          | I      | 8         |
| GR Asia                  | SEAT Toledo Cupra   | 40     | Polo Villaamil            | I      | 9         |
| GR Asia                  | SEAT Toledo Cupra   | 99     | Lo Ka Fai                 | I      | 10        |
| Chevrolet                | Chevrolet Lacetti   | 21     | Robert Huff               |        | Toutes    |
| Chevrolet                | Chevrolet Lacetti   | 22     | Nicola Larini             |        | Toutes    |
| Chevrolet                | Chevrolet Lacetti   | 23     | Alain Menu                |        | Toutes    |
| Peugeot Sport Denmark    | Peugeot 407         | 24     | Soheil Ayari              |        | 6         |
| Peugeot Sport Denmark    | Peugeot 407         | 25     | Eric Hélary               |        | 7         |
| JAS Motorsport           | Honda Accord Euro R | 26     | Roberto Colciago          |        | 1-6       |
| JAS Motorsport           | Honda Accord Euro R | 27     | Adriano De Micheli        | I      | 1-5, 7-10 |
| JAS Motorsport           | Honda Accord Euro R | 39     | Simon Harrison            | I      | 10        |
| Crawford Racing          | BMW 320i            | 28     | Carl Rosenblad            | I      | Toutes    |
| Team Oreca Playstation   | SEAT Toledo Cupra   | 29     | Stéphane Ortelli          |        | 7-9       |
| Proteam Motorsport       | BMW 320i            | 30     | Stefano D'Aste            | I      | Toutes    |
| Proteam Motorsport       | BMW 320i            | 31     | Giuseppe Cirò             | I      | Toutes    |
| Wiechers-Sport           | BMW 320i            | 32     | Marc Hennerici            | I      | Toutes    |
| IEP Team                 | Alfa Romeo 156 Gta  | 33     | Adam Lacko (en)           | I      | 1         |
| IEP Team                 | BMW 320i            | 33     | Adam Lacko (en)           | I      | 2, 6      |
| Honda Dealer Team Sweden | Honda Accord Euro R | 34     | Tomas Engström            | I      | 1, 9      |
| Honda Dealer Team Sweden | Honda Civic Type-R  | 35     | Jens Hellström            | I      | 1         |
| RS-Line IPZ Racing       | Ford Focus ST170    | 36     | Sascha Plöderl            | I      | 2, 4, 7   |
| RS-Line IPZ Racing       | Ford Focus ST170    | 37     | Frank Diefenbacher        | I      | 2         |
| BMW Team Holland         | BMW 320i            | 41     | Duncan Huisman            |        | 10        |
| BMW Team Deutschland     | BMW 320i            | 42     | Jörg Müller               |        | Toutes    |
| BMW Team Deutschland     | BMW 320i            | 43     | Dirk Müller               |        | Toutes    |
| DB Motorsport            | Alfa Romeo 156      | 51     | Salvatore Tavano          | I      | 1-2, 4    |
| DB Motorsport            | Alfa Romeo 156      | 52     | Andrea Larini             | I      | 1-2, 4    |
| GDL Racing               | BMW 320i            | 53     | Gianluca De Lorenzi       | I      | 1-2, 4    |
| Zerocinque Motorsport    | BMW 320i            | 54     | Stefano Valli             | I      | 1-2, 4    |
| Scuderia del Girasole    | SEAT Toledo Cupra   | 55     | Alessandro Balzan         | I      | 1-2, 4    |
| Ao's Racing Team         | BMW 320i            | 62     | Ao Chi Hong               |        | 10        |
| Ao's Racing Team         | Toyota Altezza      | 65     | Hironori Takeuchi         |        | 10        |
| Engstler Motorsport      | BMW 320i            | 63     | Paul Poon                 |        | 10        |
| Engstler Motorsport      | BMW 320i            | 64     | Peter Scharmach           |        | 10        |

| Icone | Classe                   |
| ----- | ------------------------ |
| I     | Trophée des Indépendants |

- James Kaye et Lei Chong Seng sont engagés mais n'ont pas couru une course.

## Calendrier
| Course | Date         | Pays        | Circuit           | Vainqueur           |
| ------ | ------------ | ----------- | ----------------- | ------------------- |
| 1      | 10 avril     | Italie      | Monza             | Dirk Müller         |
| 2      | 10 avril     | Italie      | Monza             | James Thompson      |
| 3      | 1er mai      | France      | Magny-Cours       | Jörg Müller         |
| 4      | 1er mai      | France      | Magny-Cours       | Jörg Müller         |
| 5      | 15 mai       | Royaume-Uni | Silverstone       | Gabriele Tarquini   |
| 6      | 15 mai       | Royaume-Uni | Silverstone       | Rickard Rydell      |
| 7      | 29 mai       | Saint-Marin | Imola             | Fabrizio Giovanardi |
| 8      | 29 mai       | Saint-Marin | Imola             | Dirk Müller         |
| 9      | 26 juin      | Mexique     | Puebla            | Fabrizio Giovanardi |
| 10     | 26 juin      | Mexique     | Puebla            | Peter Terting       |
| 11     | 30 juillet   | Belgique    | Spa-Francorchamps | Dirk Müller         |
| 12     | 30 juillet   | Belgique    | Spa-Francorchamps | Fabrizio Giovanardi |
| 13     | 28 août      | Allemagne   | Oschersleben      | Andy Priaulx        |
| 14     | 28 août      | Allemagne   | Oschersleben      | Alessandro Zanardi  |
| 15     | 18 septembre | Turquie     | Istanbul          | Fabrizio Giovanardi |
| 16     | 18 septembre | Turquie     | Istanbul          | Gabriele Tarquini   |
| 17     | 8 octobre    | Espagne     | Valencia          | Jordi Gené          |
| 18     | 8 octobre    | Espagne     | Valencia          | Jörg Müller         |
| 19     | 20 novembre  | Macao       | Guia              | Augusto Farfus Jr.  |
| 20     | 20 novembre  | Macao       | Guia              | Duncan Huisman      |

## Classements du championnat

### Pilotes
| Position | Pilote              | Équipe                 | Voitures                    | Victoires | Points |
| -------- | ------------------- | ---------------------- | --------------------------- | --------- | ------ |
| 1        | Andy Priaulx        | BMW Team UK            | BMW 320i                    | 1         | 101    |
| 2        | Dirk Müller         | BMW Team Germany       | BMW 320i                    | 3         | 86     |
| 3        | Fabrizio Giovanardi | Alfa Romeo Racing team | Alfa Romeo 156              | 4         | 81     |
| 4        | Augusto Farfus Jr.  | Alfa Romeo Racing team | Alfa Romeo 156              | 1         | 65     |
| 5        | Jörg Müller         | BMW Team Germany       | BMW 320i                    | 3         | 59     |
| 6        | Rickard Rydell      | SEAT Sport             | SEAT Toledo Cupra SEAT Leon | 1         | 57     |
| 7        | Gabriele Tarquini   | Alfa Romeo Racing team | Alfa Romeo 156              | 2         | 55     |
| 8        | James Thompson      | Alfa Romeo Racing team | Alfa Romeo 156              | 1         | 53     |
| 9        | Antonio García      | BMW Team Italy/Spain   | BMW 320i                    | 0         | 51     |
| 10       | Alessandro Zanardi  | BMW Team Italy/Spain   | BMW 320i                    | 1         | 36     |
| 11       | Jordi Gené          | SEAT Sport             | SEAT Toledo Cupra SEAT Leon | 1         | 33     |
| 12       | Peter Terting       | SEAT Sport             | SEAT Toledo Cupra SEAT Leon | 1         | 31     |
| 13       | Duncan Huisman      | BMW Team Holland       | BMW 320i                    | 1         | 13     |
| 14       | Tom Coronel         | GR Asia                | SEAT Toledo Cupra           | 0         | 13     |
| 15       | Jason Plato         | SEAT Sport             | SEAT Toledo Cupra           | 0         | 10     |
| 16       | Nicola Larini       | Chevrolet              | Chevrolet Lacetti           | 0         | 9      |
| 17       | Alain Menu          | Chevrolet              | Chevrolet Lacetti           | 0         | 9      |
| 18       | Stefano d'Aste      | Proteam Motorsport     | BMW 320i                    | 0         | 8      |
| 19       | Roberto Colciago    | JAS Motorsport         | Honda Accord Euro R         | 0         | 4      |
| 20       | Robert Huff         | Chevrolet              | Chevrolet Lacetti           | 0         | 3      |
| 21       | Stéphane Ortelli    | Team ORECA Playstation | SEAT Toledo Cupra           | 0         | 3      |
| 22       | Marc Carol          | SEAT Sport             | SEAT Toledo Cupra           | 0         | 1      |
| 23       | Giuseppe Cirò       | Proteam Motorsport     | BMW 320i                    | 0         | 1      |

### Trophée Michelin
| Position | Pilote                    | Équipe                | Voitures                   | Victoires | Points |
| -------- | ------------------------- | --------------------- | -------------------------- | --------- | ------ |
| 1        | Marc Hennerici            | Wiechers-Sport        | BMW 320i                   | 5         | 114    |
| 2        | Giuseppe Cirò             | Proteam Motorsport    | BMW 320i                   | 1         | 107    |
| 3        | Stefano d'Aste            | Proteam Motorsport    | BMW 320i                   | 3         | 96     |
| 4        | Carl Rosenblad            | Crawford Racing       | BMW 320i                   | 2         | 94     |
| 5        | Tom Coronel               | GR Asia               | SEAT Toledo Cupra          | 5         | 85     |
| 6        | Adriano de Micheli        | JAS Motorspot         | Honda Accord Euro R        | 2         | 65     |
| 7        | Valle Mäkelä              | GR Asia               | SEAT Toledo Cupra          | 0         | 37     |
| 8        | Salvatore Tavano          | DB Motorsport         | Alfa Romeo 156             | 0         | 27     |
| 9        | Tomas Engström            | Engström Motorsport   | Honda Accord Euro R        | 1         | 24     |
| 10       | Alessandro Balzan         | Scuderia del Girasole | SEAT Toledo Cupra          | 1         | 21     |
| 11       | Gianluca de Lorenzi       | GDL Racing            | BMW 320i                   | 0         | 20     |
| 12       | Carlos Mastretta Aguilera | GR Asia               | SEAT Toledo Cupra          | 0         | 14     |
| 13       | Adam Lacko (en)           | IEP Team              | Alfa Romeo 156GTA BMW 320i | 0         | 13     |
| 14       | Simon Harrison            | JAS Motorspot         | Honda Accord Euro R        | 0         | 8      |
| 15       | Andrea Larini             | DB Motorsport         | Alfa Romeo 156             | 0         | 8      |
| 16       | Polo Villaamil            | GR Asia               | SEAT Toledo Cupra          | 0         | 6      |
| 17       | Sascha Plöderl            | RS-Line IPZ Racing    | Ford Focus ST170           | 0         | 4      |
| 18       | Stefano Valli             | Zerocinque Motorsport | BMW 320i                   | 0         | 4      |

### Constructeurs
| Position | Constructeur | Voiture                     | Victoires | Points |
| -------- | ------------ | --------------------------- | --------- | ------ |
| 1        | BMW          | BMW 320i                    | 9         | 273    |
| 2        | Alfa Romeo   | Alfa Romeo 156              | 8         | 237    |
| 3        | SEAT Sport   | SEAT Toledo Cupra SEAT Leon | 3         | 186    |
| 4        | Chevrolet    | Chevrolet Lacetti           | 0         | 68     |
| 5        | Ford         | Ford Focus                  | 0         | 13     |